# Heinrich Gotho
Heinrich Gotho, né Heinrich Gottesmann le 3 mai 1872 à Dolyna (alors en Autriche-Hongrie, aujourd'hui dans l'oblast d'Ivano-Frankivsk en Ukraine) et mort le 29 septembre 1977 à Los Angeles, est un acteur autrichien.

## Biographie
Heinrich Gotho, né dans la partie galicienne de l'Autriche-Hongrie, déménage à Vienne où il reçoit une formation de chanteur et d'acteur. Il commence sa carrière théâtrale sous son nom de naissance en 1890 à Leitmeritz. Après avoir exercé son métier à Opava (saison 1894-1895), Ljubljana (1896-1897) et Meran (1897-1898), il joue à Reichenberg à partir de la saison 1899-1900 sous son nom de scène. Ensuite, il est sur les planches à Bielsko (1901-1903), Ceske Budejovice (1903-1904) et Abbazia (1905-1906).
Gotho joue à Vienne en 1907, au Wiener Ensemble avant d'arriver en Allemagne où il joue en 1908 à Eisleben et en 1909 à Elberfeld. Toutefois, il sera au faîte de sa carrière théâtrale à Berlin, où Gotho se produit à partir de 1911  au Neues Volkstheater.
Dans la capitale allemande, il fait connaissance de Fritz Lang qui le fait débuter au cinéma. Gotho joue des rôles mineurs dans plusieurs films classiques de Fritz Lang, comme dans la série de films Docteur Mabuse, Metropolis, La Femme sur la Lune et M le maudit.
En septembre 1933, Gotho souffre de l'interdiction culturelle nazie envers les Juifs et, en juillet 1938, il est exclu de la Chambre du film du Reich (Reichsfilmkammer).

## Filmographie partielle
- 1922 : Docteur Mabuse le joueur de Fritz Lang
- 1927 : Le Baron imaginaire de Willi Wolff
- 1927 : Metropolis de Fritz Lang
- 1928 : Polizeibericht Überfall d'Ernő Metzner
- 1928 : La Sainte et son fou (Die Heilige und ihr Narr) de William Dieterle
- 1928 : Les Espions de Fritz Lang
- 1929 : Le Navire des hommes perdus de Maurice Tourneur
- 1929 : Mon cœur est un jazz band de Friedrich Zelnik
- 1929 : La Femme sur la Lune de Fritz Lang
- 1931 : Mary d'Alfred Hitchcock
- 1931 : M le maudit de Fritz Lang
- 1933 : Le Testament du docteur Mabuse de Fritz Lang